# Nhiễu xạ điện tử
Nhiễu xạ điện tử là hiện tượng sóng điện tử nhiễu xạ trên các mạng tinh thể chất rắn, thường được dùng để nghiên cứu cấu trúc chất rắn bằng cách dùng một chùm điện tử có động năng cao chiếu qua mạng tinh thể chất rắn, từ đó phân tích các vân giao thoa để xác định cấu trúc vật rắn.
Tinh thể chất rắn có tính chất tuần hoàn, vì thế nó đóng vai trò như các cách tử nhiễu xạ. Nếu như các mặt tinh thể có khoảng cách liên tiếp là d thì góc nhiễu xạ sẽ cho cực đại nhiễu xạ tuân theo công thức Bragg:
{\displaystyle 2dsin\theta =n\lambda }
với {\displaystyle \lambda } là bước sóng, {\displaystyle \theta } là góc nhiễu xạ, n là số nguyên (n = 0, 1, 2...) cũng là bậc giao thoa.
Hiện tượng này được ứng dụng dựa trên lưỡng tính sóng hạt của vật chất. Khi một chùm điện tử có xung lượng p, sẽ tương ứng với một sóng có bước sóng cho bởi công thức theo lý thuyết de Broglie:
{\displaystyle \lambda ={\frac {h}{p}}}
với h là hằng số Planck.
Dựa vào quan hệ giữa động năng E của điện tử và thế gia tốc V, ta có thể xác định bước sóng {\displaystyle \lambda } quan hệ với thế tăng tốc theo công thức (chưa tính đến hiệu ứng tương đối tính):
{\displaystyle \lambda ={\frac {h}{p}}={\frac {h}{\sqrt {2m_{0}.e.V}}}}
với thế tăng tốc V cỡ 200 kV trở lên, hiệu ứng tương đối tính trở thành đáng kể, và bước sóng cho bởi công thức tổng quát:
{\displaystyle \lambda =\lambda ={\frac {h}{p}}={\frac {h}{\sqrt {2m_{0}.e.V}}}.{\frac {1}{\sqrt {1+{\frac {eV}{2.m_{0}.c^{2}}}}}}}
Về mặt bản chất, nhiễu xạ điện tử cũng gần tương tự như nhiễu xạ tia X hay nhiễu xạ neutron. Có điều, nhiễu xạ điện tử thường được dùng trong các kính hiển vi điện tử như kính hiển vi điện tử truyền qua TEM, kính hiển vi điện tử quét SEM (sử dụng nhiễu xạ điện tử tán xạ ngược - back scattering electron diffraction)...

## Lịch sử

Phổ nhiễu xạ điện tử lựa chọn vùng trên mẫu tinh thể nano FeSiBNbCu

Nhiễu xạ điện tử bắt đầu từ năm 1926 với lý thuyết sóng của Louis de Broglie, và ba năm sau đó hai thí nghiệm độc lập về nhiễu xạ điện tử được tiến hành đồng thời khẳng định lý thuyết này: George Paget Thomson (Đại học Anberdeen tại Scotland) phát hiện các vân giao thoa của chùm điện tử khi chiếu qua màng mỏng kim loại và Clinton Josseph Davisson và Lester Halbert Germer (Phòng Thí nghiệm Bell tại Mỹ) phát hiện hiện tượng nhiễu xạ điện tử trên các tinh thể niken. Davisson và Thomson đều cùng nhận giải Nobel năm 1937 cho phát hiện này.

## Nhiễu xạ điện tử lựa chọn vùng
Nhiễu xạ điện tử lựa chọn vùng (Selected area diffraction - SAED) là một phương pháp nhiễu xạ sử dụng trong kính hiển vi điện tử truyền qua, sử dụng một chùm điện tử song song chiếu qua một vùng chất rắn được lựa chọn. Phổ nhiễu xạ sẽ là tập hợp các điểm sáng phân bố trên các vòng tròn đồng tâm quanh tâm là vân nhiễu xạ bậc 0 tạo trên mặt phẳng tiêu của vật kính (hình vẽ). Gọi là nhiễu xạ lựa chọn vùng bởi người dùng có thể dễ dàng lựa chọn một vùng trên mẫu và chiếu chùm điện tử đi xuyên qua nhờ khẩu độ lựa chọn vùng (selected area aperture).
Phương pháp này rất dễ thực hiện trong kính hiển vi điện tử, nhưng nó có một nhược điểm là thực hiện trên một vùng diện tích khá rộng (vì để thực hiện trên một vùng hẹp thì khó tạo chùm điện tử song song) vì thế nếu muốn phân tích cấu trúc từng hạt tinh thể nhỏ thì khó thực hiện.
Với phổ SAED, ta có thể chỉ ra tính chất của mẫu dựa theo đặc trưng của phổ:
- Nếu phổ là tập hợp các điểm sáng sắc nét thì mẫu là đơn tinh thể (trong vùng lựa chọn)
- Nếu phổ là các đường tròn liên tục thì mẫu là đa tinh thể, sự tăng kích thước hạt dẫn đến sự sắc nét của phổ.
- Nếu phổ là các đường tròn nhòe, cường độ yếu thì mẫu là vô định hình

## Nhiễu xạ chùm điện tử hội tụ

Phương pháp nhiễu xạ chùm điện tử hội tụ và phổ CBED của mẫu đơn tinh thể Si

Nhiễu xạ chùm điện tử hội tụ (Convergent beam electron diffraction - CBED) là phương pháp nhiễu xạ điện tử bằng cách hội tụ một chùm điện tử hẹp chiếu qua mẫu cần phân tích, lần đầu tiên được thực hiện bởi Kossel và Mollenstedt vào năm 1939.
Với phương pháp này, chùm điện tử được hội tụ thành một điểm rất hẹp và có thể phân tích một diện tích rất nhỏ có thể tới cỡ vài chục angstrom, hoặc vài angstrom. Vì các chùm tia được hội tụ nên sẽ có nhiều chùm tia tán xạ theo các phương khác nhau. Phương pháp CBED rất mạnh cho việc phân tích tính đối xứng tinh thể, định hướng tinh thể của chất rắn, xác định nhóm không gian, thành phần pha, và độ dày mẫu... Đồng thời CBED cũng rất mạnh cho việc phân tích tính hoàn hảo của tinh thể. Tuy nhiên, CBED khó thực hiện hơn nhiều so với SAED. Phương pháp CBED thường chỉ có trong các kính hiển vi điện tử truyền qua quét (Scanning TEM - STEM), tức là dùng chùm điện tử hội tụ (hẹp) chiếu xuyên và quét qua mẫu.

## Nhiễu xạ điện tử năng lượng thấp
Nhiễu xạ điện tử năng lượng thấp (Low energy electron diffraction - LEED) là phương pháp nhiễu xạ điện tử sử dụng các chùm điện tử có năng lượng thấp (từ 10 đến 600 V), chiếu tán xạ trên bề mặt mẫu, thường dùng để phân tích các tính chất bề mặt của chất rắn. Phương pháp này được thực hiện lần đầu tiên vào năm 1929 bởi Davisson và Germer trên các đơn tinh thể Si.
Chùm điện tử được chiếu tán xạ trên bề mặt mẫu, do có năng lượng thấp nên chỉ tương tác với một lớp mỏng tại bề mặt của mẫu, phổ nhiễu xạ được quan sát trên màn hình huỳnh quang đặt phía sau và phổ cũng là các đường tròn đồng tâm.

## Nhiễu xạ điện tử năng lượng cao

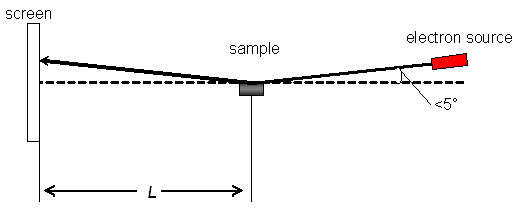
Sơ đồ bố trí phương pháp nhiễu xạ điện tử năng lượng cao

Nhiễu xạ điện tử năng lượng cao (High energy electron diffraction - HEED) là phương pháp nhiễu xạ điện tử sử dụng chùm điện tử có năng lượng từ 5 kV đến 100 kV, chiếu tán xạ trên bề mặt (bố trí giống như phương pháp LEED) và phổ nhiễu xạ hiển thị trên màn hình huỳnh quang đặt phía sau (hình vẽ). Đồng thời, góc chiếu chùm tia cũng rất nhỏ, chỉ cỡ vài độ (5°). Phương pháp này rất nhạy với các tính chất tinh thể học ở bề mặt mẫu. Phổ nhiễu xạ thu được là các vân giao thoa dạng đường thẳng trên màn.
HEED và LEED thường dùng để quan sát động học tinh thể trong các thiết bị như epitaxy chùm phân tử (Molecular beam epitaxy - MBE), các thiết bị tạo màng...